# Greenstream

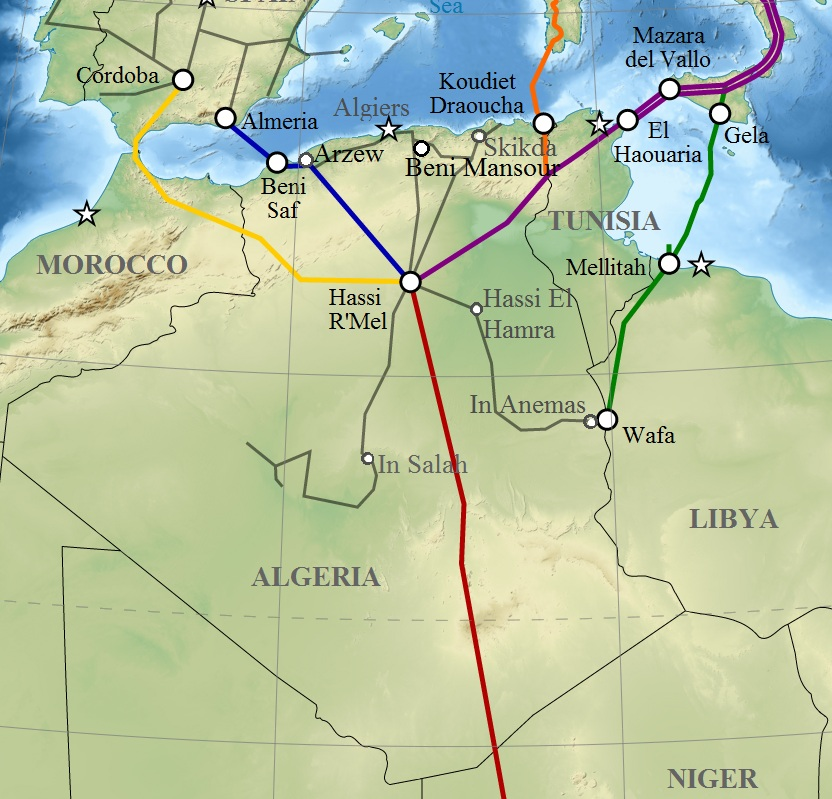
Газопровод Greenstream обозначен зеленым цветом

Greenstream (в переводе с англ. — «Зелёный поток», произносится «Гринстри́м») — газопровод, проложенный по дну Средиземного моря для транспортировки природного газа из Ливии в Италию (на остров Сицилию), длина нитки газопровода составляет 540 километров. Принадлежит ливийской Национальной нефтяной корпорации и итальянской нефте-газовой корпорации Eni. Greenstream — важнейшая составляющая совместного проекта по разработке газовых месторождений западной Ливии Western Libya Gas Project (англ.), осуществляемого этими же предприятиями.

## Предыстория и реализация проекта

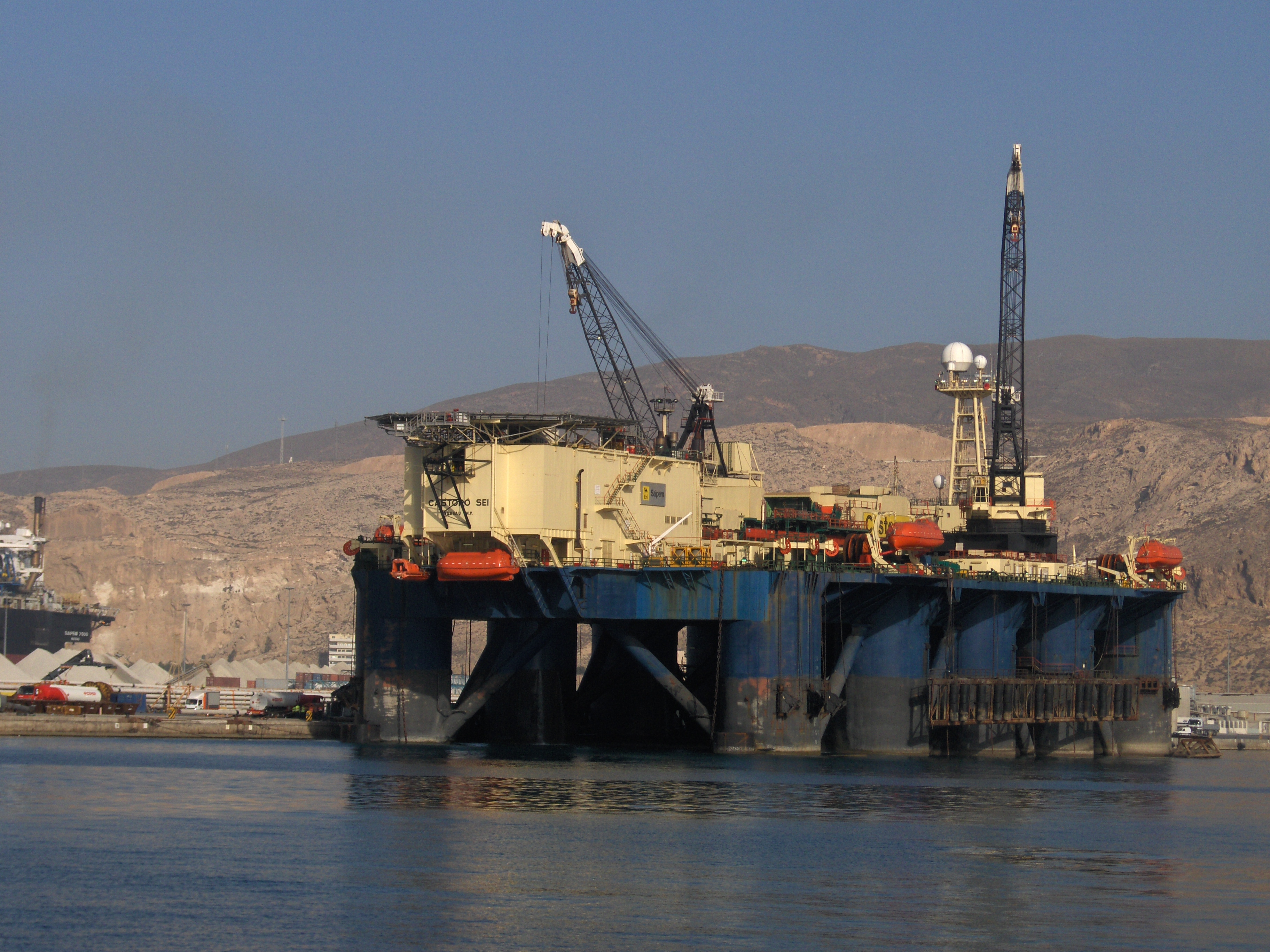
судно-трубоукладчик Castoro Sei осуществило главные работы по созданию Greenstream’а

Идея транспортировки газа из Ливии в Италию появилась в 1970-х годах. Какие-то проектные работы начали разрабатываться в 80-х — 90-х годах XX века, но о реальном воплощении идеи создания газопровода, который бы соединял газовые месторождения Ливии с потребителями в Европе, заговорили лишь в начале XXI века.
Строительство газопровода началось в 2003 году. Главным подрядчиком проекта стала организация Saipem — крупнейшее дочернее предприятие корпорации «Eni». Saipem взяла на себя комплекс инженерно-конструкторских работ и осуществила фактическую реализацию проекта. Компания Royal Boskalis Westminster (англ.) провела подготовительные работы на шельфе и земляные работы на месте входа и выхода газопровода в море. Для укладки труб по морскому дну было привлечено специальное судно Castoro Sei (англ.).
Пробные поставки газа по Greenstream’у начались 1 октября 2004 года, а 7 октября 2004 состоялась официальная церемония запуска газопровода, в которой участвовали политические лидеры Италии и Ливии — Сильвио Берлускони и Муаммар Каддафи.

## Характеристики проекта
Протяжённость газопровода Greenstream составляет 540 километров — от мощной газокомпрессорной станции в городе Mellitah до газоприёмного терминала в сицилийском городе Джела. «Зелёный поток» один из самых глубоководных из всех существующих нефте- и газопроводов. Так к востоку от Мальты участок газопровода достигает глубины 1127 метров (более глубоководным считается только российский «Голубой поток», где есть участки проложенные на глубинах до 2200 метров). Газопровод обеспечивается запасами газовых месторождений Bahr Essalam, Бури и Wafa field (англ.), расположенного в пустыне Сахара вблизи границы с Алжиром, в 530 километрах от Mellitah. Стоимость проекта составила 6.6 миллиардов долларов. Диаметр газопровода равен 810 миллиметрам. Пропускная способность Greenstream’а позволяет доставлять 8—11 миллиардов кубометров природного газа в год. В 2019 году оператором Greenstream’а был компания SNAM.